# Haradok
Haradok (bělorusky Гарадок, rusky Городок – Gorodok, polsky Horodek) je město ve Vitebské oblasti v Bělorusku. 1. 1. 2023 mělo 11 570 obyvatel a bylo správním střediskem svého rajónu.

## Poloha a doprava
Haradok leží přibližně třicet kilometrů sever od Vitebsku, správního střediska oblasti. Východní částí města prochází železniční trať z Vitebska do Jezjarišči a dále přes bělorusko-ruskou státní hranici do ruského Něvelu. Dále na východně město míjí dálnice M8 vedoucí víceméně souběžně s železnicí a spojující stejná města.

## Dějiny
Podobně jako mnoho jiných běloruských měst, i Haradok měl před druhou světovou válkou velkou židovskou komunitu: K roku 1939 zde žilo 1584 Židů, kteří tvořili více než pětinu zdejšího obyvatelstva.

### Rodáci
- Ryhor Baradulin (1935–2014), spisovatel, básník